# Låglandet
För andra betydelser, se Låglandet (olika betydelser).

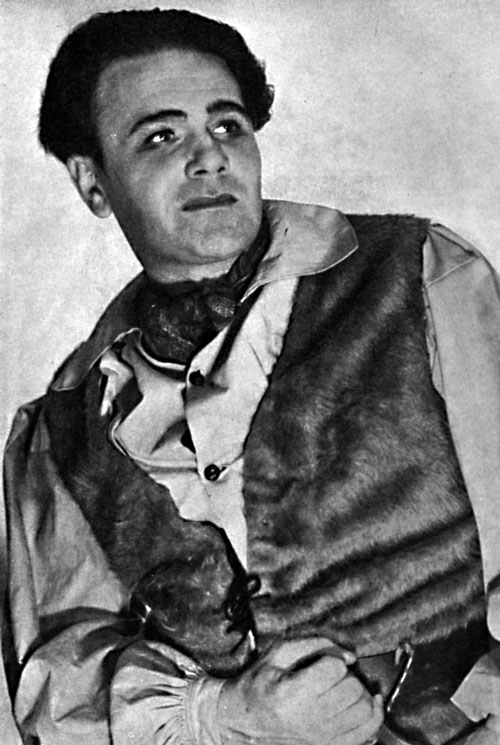
Conny Söderström som Pedro i Kungliga Operans föreställning 1942

Låglandet (tyska: Tiefland) är en tysk opera med ett förspel och tre akter av Eugen d'Albert och med ett libretto av Rudolf Lothar, som bygger på ett skådespel med samma namn (originaltitel: Terra baixa) av den katalanske författaren Àngel Guimerà (1845—1924).

## Historia
Dirigenten och operachefen Ernst von Schuch föreslog att d'Albert skulle tonsätta den katalanska teaterpjäsen. Rudolf Lothar gjorde några ändringar, där sanningen utan minsta nyansering kom att förknippas med höglandets orörda natur medan svekfullheten identifierades med det av människorna formade låglandet. Konfrontationen mellan de båda världarna leder till arketypiska beteendemönster. Den delvis realistiska och kritiska, delvis idealiserade framställningen av bylivet överensstämmer med grundkänslan i storstadsbornas längtan efter ett friare och enklare liv.
d'Albert studerade spanska folkvisor och begav sig på bergsvandringar i Alperna för att få inspiration till den naturalistiska musik som textunderlaget krävde. Han avslutade verket sommaren 1903 men hade svårt att hitta en teater som ville åta sig att uppföra det. Operan uruppfördes den 15 november 1903 i Neues Deutsches Theater i Prag under ledning av Leo Blech, men hade bara begränsad framgång. d'Albert omarbetade operan som hade nypremiärer i Hamburg och Berlin 1907 och nu med större framgång. Den gick även upp på Metropolitan Opera i New York den 23 november 1908. Den sätts relativt ofta upp i Tyskland och Österrike. Utanför det tyskspråkiga området har föreställningarna varit mer sporadiska. Nämnas kan Ankara 1951 och Washington National Opera 1995.
Den svenska premiären ägde rum på Kungliga Operan i Stockholm den 9 oktober 1908 och sattes upp ännu en gång 1942.

## Personer
- Sebastiano, rik godsägare (baryton)
- Tommaso, traktens äldste (bas)
- Marta, i tjänst hos Sebastino (sopran)
- Pepa (sopran)
- Antonia (mezzosopran)
- Rosalia (alt)
- Nuri, i tjänst hos Sebastino (sopran)
- Pedro, herde, i tjänst hos Sebastino (tenor)
- Nando, herde, i tjänst hos Sebastino (tenor)
- Tre nyfikna skvallersystrar, i tjänst hos Sebastino
- Moruccio, mjölnardräng, i tjänst hos Sebastino (baryton)

## Handling
Prolog
En höglänt äng. Pedro och Nando är två herdar i tjänst hos den rike Sebastiano och lever tillsammans med sina djur i avskildhet i bergen. Men Pedro längtar efter en kvinna. En dag dyker Sebastiano upp i sällskap med bondpigan Marta och Tommaso, byns äldste. Marta är Sebastianos älskarinna, men denne vill nu gifta bort henne med Pedro, eftersom han på grund av sina skulder själv måste gifta sig rikt. Sebastiano kräver dock oförblommerat av Marta att hon även i fortsättningen skall förbli hans älskarinna. Som bröllopsgåva skall den fattige herden Pedro få överta kvarnen i dalen nedanför. Marta blir upprörd över Sebastianos orimliga begäran och flyr ned i dalen. Den intet ont anande Pedro får av den lika ovetande Tommaso reda på att han skall gifta sig med den vackra Marta. Han lämnar bergen, ger Nando i uppdrag att vaka över djuren och slår dövörat till för alla vännens varningar om det svekfulla låglandet.
Akt I
I kvarnen. Pepa, Antonia och Rosalia har fått vetskap om planen att gifta bort Marta med Pedro och försöker övertala Moruccio att berätta vad som ligger bakom det hela. När denne tiger, vänder de sig till den oskyldige Nuri, Martas förtrogna, som känner till alla detaljer och utan omsvep berättar allt. Pedro mottas med hån. Bröllopsceremonin inleds, trots att Marta är motsträvig. Tommaso som har blivit misstänksam, vill veta sanningen av Sebastiano. Moruccio lättar sitt hjärta. Marta står i vägen för Sebastiano, eftersom denne måste gifta sig rikt för att kunna bli kvitt sina skulder. Tommaso skyndar till kyrkan för att förhindra vigseln, som dock redan är fullbordad. Rörande naivt betygar Pedro sin kärlek till sin nya hustru, men Marta förblir avvisande. Först när hon inser att Pedro har blivit lurad av Sebastiano och har rent samvete besvarar hon sin makes ömma känslor.
Akt II
I kvarnen. Bruden och brudgummen väcks av Nuris morgonsång. Tommaso uppmanar Marta att vara ärlig mot Pedro. Men det är för sent: Pedro har i staden fått reda på sanningen om äktenskapet, men utan att få veta namnet på rivalen.
Då dyker Sebastiano upp med några bönder och befaller sin bondpiga Marta att dansa för honom. Nu bekänner Marta sanningen. Sebastianos planer på att gifta sig rikt har misslyckats, eftersom Tommaso har varnat den tilltänkta bruden och hennes familj. Godsägaren inriktar sig nu helt på sin gamla älskarinna och ansätter Marta. Pedro utmanar rivalen till en brottningskamp och stryper sin husbonde, så som han en gång med blotta händerna dödade en varg som hotade hans hjord. Han hämtar bönderna och gör dem till vittnen till sin hämnd. Slutligen beger han sig upp i bergen tillsammans med Marta utan att hindras av någon.